# حمزه لحمر
حمزه لحمر (انگلیسی: Hamza Lahmar؛ زادهٔ ۲۸ مهٔ ۱۹۹۰) بازیکن فوتبال اهل تونس است.
از باشگاه‌هایی که در آن بازی کرده‌است می‌توان به باشگاه فوتبال ستاره ساحلی اشاره کرد.
وی همچنین در تیم ملی فوتبال تونس بازی کرده‌است.